# Garáže Kačerov
Garáže Kačerov jsou autobusové garáže Dopravního podniku hl. m. Prahy v Praze-Michli, nacházející se nedaleko stejnojmenného depa a stanice metra. Garáže byly zprovozněny 28. května 1966.
V současné době je zde umístěno cca 270 autobusů typů SOR BN 12, SOR NB 12, SOR NB 18, Iveco Streetway 12M a Iveco Streetway 18M. Počtem autobusů jsou kačerovské garáže největší v Praze. Vypravují autobusy zejména na linky v jižní a jihozápadní oblasti Prahy, částečně i do Severního Města. V garážích je 7 odstavných ploch označených 1 - 6 a plocha „VII“ (u výpravny). K tankování slouží 4 stojany na naftu, 2 jsou na bionaftu a 2 na motorovou naftu. Od začátku léta 2011 přibyl stojan na Ad-Blue do autobusů SOR NB 12 a NB 18. Kačerovské garáže také provozují jednu ze čtyř operativních záloh.